# Tilicho Peak
Der Tilicho Peak ist ein Berg des Annapurna Himal im nepalesischen Teil des Himalaya. 
Er liegt nördlich der Annapurna I und ist Teil der Grande Barrière, eines Bergkamms mit den Nilgiris im Westen und dem Roc Noir im Osten. Seine Gletscher speisen den Tilichosee, einen der höchstgelegenen Seen der Welt. Das Basislager liegt auf ca. 4900 m. Es ist von Jomsom aus über den Mesokantu-Pass (5100 m) oder von Manang durch das Khangsar-Tal zu erreichen. Der Tilicho Peak ist über zwei Hochlager (5800 m und 6200 m) zu besteigen. 

## Besteigungsgeschichte
Der Tilicho wurde 1978 im Rahmen einer französischen Expedition erstbestiegen. Am 10. Oktober 1978 erreichte Emanuel Schmutz als einziger Expeditionsteilnehmer den Gipfel. Die Aufstiegsroute führte vom oberen Marsyangdi-Flusstal über die Nordwestschulter zum Gipfel.
Eine Zweitbesteigung des Tilicho fand 1979 im Rahmen einer japanischen Expedition statt. Am Morgen des 26. April erreichten Takashi Araki, Haruo Yamamoto und Sherpa Mingma Tenzing den Gipfel. Nachmittags erklommen Yutaka Oe und Sherpa Nawang Yonde den Gipfel. Der Aufstieg führte vom Tilichosee über den Nordgrat zum Gipfel.
1980 gelang einer schweizerischen Expedition die dritte Besteigung des Tilicho. Martin Braun und Walter Renner bestiegen am 30. Oktober den Gipfel. Am darauffolgenden Tag folgten ihnen Werner Hein, Hans-Ruedi Zurfluh, Giovanni Kappenberger und Sirdar Krishna Rai Tulung. Der Aufstieg führte vom Tilichosee über den Verzweigungspunkt von Nord- und Nordostgrat zum Gipfel.